# De Nederlander (Schiff, 1823)
De Nederlander war das erste Dampfschiff, das auf dem Rhein regelmäßig verkehrte. 
Das Schiff wurde unter Leitung des niederländischen Maschinenbauingenieurs Gerhard Moritz Roentgen für Van Vollenhoven, Dutilh & Co. gebaut. Der Rumpf wurde bei J. Hoogendijk in Capelle aan den IJssel gefertigt und für den Antrieb wurden zwei Dampfmaschinen mit 20 PS bei Henry Maudslay bestellt. Am 31. Mai 1823 wurde eine erste Testfahrt nach Antwerpen unternommen, die jedoch nicht erfolgreich war. Durch Undichtigkeiten ging zu viel Dampf verloren, so dass man bei Bruinisse umdrehen musste.
Das Schiff wurde überholt und am 16. Juni 1823 startete man einen erneuten Versuch, der erfolgreich verlief. Bei dieser Gelegenheit überzeugte sich der niederländische König Wilhelm I. von der Leistungsfähigkeit von Dampfmaschinen. Zunächst hatte die Reederei Van Vollenhoven, Dutilh & Co. nur die Erlaubnis, zwischen Antwerpen und Rotterdam zu verkehren. Doch durch diese überzeugende Demonstration erteilte der König auch die Erlaubnis für die Strecken von Antwerpen nach Brüssel, Harlingen, de Lemmer und Harderwijk und von Rotterdam nach Den Haag, Veere, Nijmegen, Arnhem und Den Bosch.
Der regelmäßige Verkehr machte eine Reparaturwerft für Dampfschiffe erforderlich. Zunächst plante man, das Schiff bei John Cockerill in Lüttich warten zu lassen. Man entschied sich aber schließlich, eine eigene Werft in Feijenoord zu bauen. Um den Schiffsverkehr auszuweiten, gab man weitere Schiffe in Auftrag. Da diese mit niederländischen Dampfmaschinen ausgerüstet werden sollten, wurde die de Nederlander stillgelegt, um von den Maschinen technische Zeichnungen zu erstellen.